# گیدو مودا
گیدو مودا (انگلیسی: Guido Moda; ۱۱ ژوئیهٔ ۱۸۸۵ – ۵ نوامبر ۱۹۵۷) بازیکن فوتبال اهل ایتالیا بود.
از باشگاه‌هایی که در آن بازی کرده‌است می‌توان به باشگاه فوتبال آ.ث. میلان و باشگاه فوتبال فنرباغچه اشاره کرد.